# Labour (Irland)
Labour (iriska: Páirtí an Lucht Oibre, PLO, engelska: Irish Labour Party, ILP, svenska: Arbetarpartiet) är ett irländskt socialdemokratiskt parti, grundat 1912.
Partiet grundades av James Connolly, James Larkin och William O'Brien som en politisk gren av irländska Trades Union Congress (ITUC). Partiet bildades för att företräda arbetares rättigheter på Irland, och deltog tillsammans med Irish citizen army, en paramilitär gren bildad av fackföreningsmedlemmar (såsom Connolly och Larkin), i lockouten i Dublin 1913 och påskupproret tre år senare, där bland annat Connolly avrättades för sitt deltagande. Partiet intog en mer demokratisk socialistisk inriktning under ledning av Tom Johnson på 1920-talet och förespråkade bland annat neutralitet under inbördeskriget. Fram tills Fianna Fáil slutade bojkotta Dáil Éireann (parlamentet) var Labour den största oppositionen mot Cumann na nGaedheal. 
Partiet rörde sig längre åt vänster under Brendan Corish ledarskap på 1960- och 1970-talen. Corish försökte från början presentera partiet som "kristet socialistiskt" på grund av sin starka religiösa tro, men ändrade sig senare och tog bort den "kristna" etiketten. Partiet försökte visa sig som representanter för social rättvisa och förespråkade bland annat liberaliseringar av skilsmässor och preventivmedel (likt flera andra socialdemokratiska partier i Europa) samt presenterade en ekonomisk vänstersväng i dokumentet "A new Republic" där Corish formulerade partiets senare slogan "the 70s will be socialist" (70-talet ska bli socialistiskt).
Labour deltog i regeringar tillsammans med Fine Gael under perioderna 1973–1977, 1981–1982 och 1982–1987. Partiets popularitet minskade dock stort i samband med nedskärningar i välfärden, och man fick sitt näst sämsta valresultat någonsin 1987 med bara 6,7 % av rösterna. Samtidigt växte motsättningar inom partiet där mer radikala grupper motsatte sig att partiet regerade med något av högerpartierna Fine Gael och Fianna Fáil. Flera av dessa radikala medlemmar blev utkastade ur partiet. 
Under 1990-talet såg partiet stora framgångar då partiets kandidat Mary Robinson vann presidentvalet. Därtill fick partiet nästan 20 % av rösterna i valet 1992 och kunde återigen få regeringsmakten tillsammans med Fianna Fáil 1992–1994 och tillsammans med Fine Gael och Democratic Left 1994–1997. Partiet såg senare ytterligare framgångar med liknande valresultat 2011 och styrde återigen tillsammans med Fine Gael, men har suttit i opposition sedan 2016. 
Partiet leds sedan 2022 av Ivana Bacik. Hon har länge förespråkat aborträttigheter på Irland och har varit parlamentariker i Dáil Éireann sedan 2021. Innan dess har hon också varit senator mellan 2007 och 2021.
Partiet är medlem i Europeiska socialdemokratiska partiet (PES) och dess Europaparlamentariker sitter i Socialdemokratiska gruppen i Europaparlamentet. 